# Vörhenyesfarkú tüskebujkáló
A vörhenyesfarkú tüskebujkáló (Cercotrichas galactotes) a madarak osztályának a verébalakúak (Passeriformes) rendjéhez és a légykapófélék (Muscicapidae) családjához tartozó faj.

## Rendszerezése
A fajt Coenraad Jacob Temminck holland ornitológus írta le 1820-ban, a Sylvia nembe Sylvia galactotes néven. Egyes szervezetek az Erythropygia nembe sorolják Erythropygia galactotes néven.

## Alfajai
- Cercotrichas galactotes galactotes – Testének egész felső része rozsdabarna színű. Az Ibériai-félszigeten, Észak-Afrikában, továbbá Izrael területén és Szíria délnyugati részein él.
- Cercotrichas galactotes syriacus (Hemprich & Ehrenberg, 1833) – Farka és szárnyai gesztenyebarnák, testének többi része szürkésbarna színű. A Balkán-félsziget országaiban, Görögország területén, valamint Törökország déli részein, Szíria nyugati felében és Libanonban fordul elő.
- Cercotrichas galactotes familiaris (Ménétriés, 1832) – A Kaukázus menti országokban, Törökország délkeleti részein, Irakban él, továbbá Szaúd-Arábia keleti és északkeleti részétől keletre egészen Kazahsztán déli részéig, és Pakisztán nyugati területeiig honos.

A következő két afrikai alfaját újabban többnyire önálló fajként, a Cercotrichas minor alfajaiként tartják számon.
- Cercotrichas galactotes minor
- Cercotrichas galactotes hamertone

## Előfordulása
A költőidőszakban Európa és Észak-Afrika mediterrán vidékein, a Közel-Keleten és Pakisztánban él. Részben vándormadár, az állomány egy része télen Kelet-Afrikába és India melegebb területeire költözik. 
Természetes élőhelyei szubtrópusi és trópusi lombhullató erdők, füves puszták, szavannák és cserjések, folyók és patakok környékén, valamint ültetvények, vidéki kertek és városias régiók. Vonuló faj.

## Megjelenése
Testhossza 15 centiméter, testtömege 20–28 gramm, szárnyfesztávolsága pedig 22–27 centiméter. Feje, háta és szárnyai és farka vörhenyesbarnák, hasa piszkosfehér. Vékony fehér és barna szemsávja van.
|  |

## Életmódja
Gerinctelenekkel, főleg rovarokkal táplálkozik.

## Szaporodása

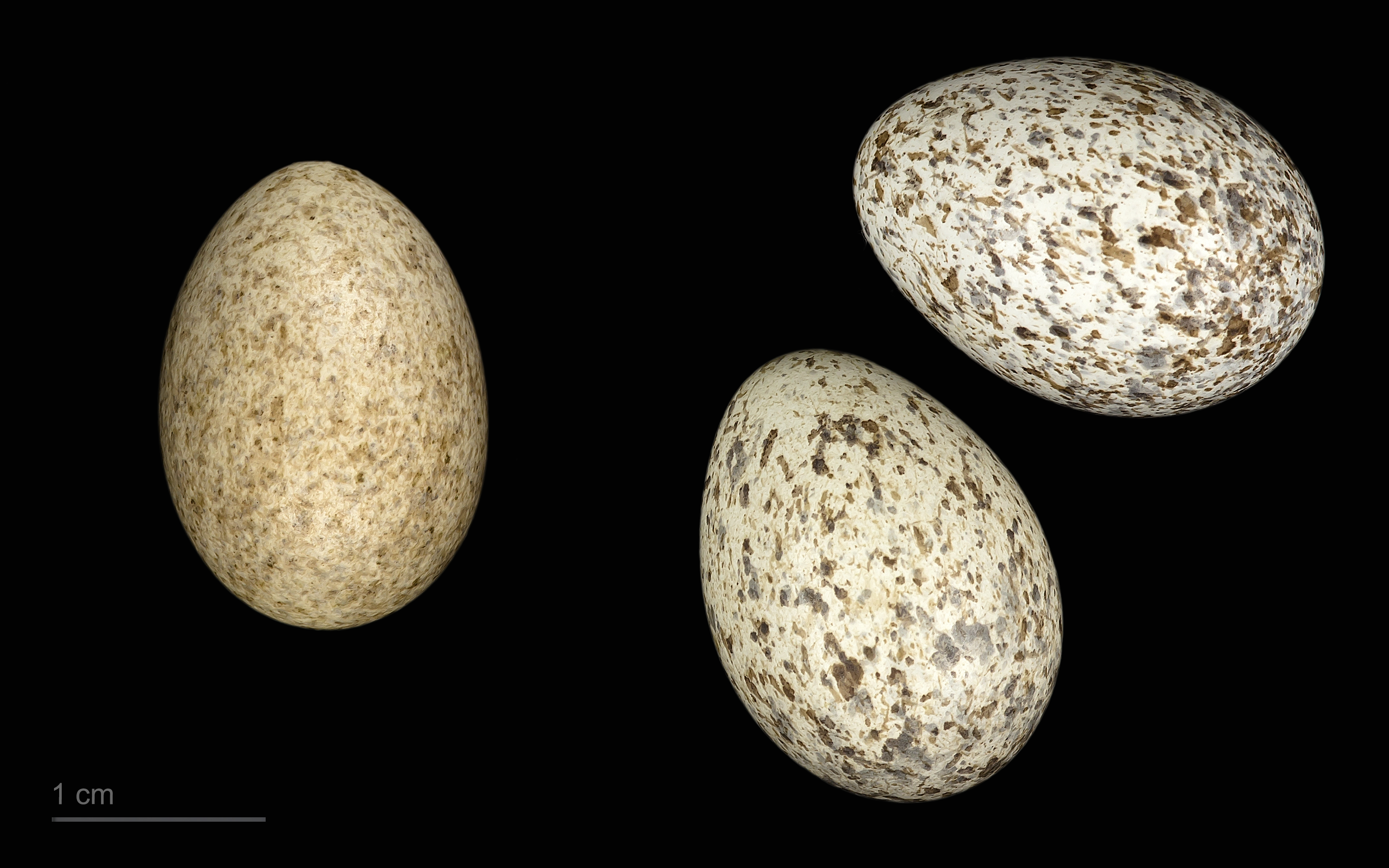
Cuculus canorus canorus + Cercotrichas galactotes

Fészekalja 3-4 tojásból áll.

## Természetvédelmi helyzete
Az elterjedési területe rendkívül nagy, egyedszáma nagy és stabil. A Természetvédelmi Világszövetség Vörös listáján nem fenyegetett fajként szerepel.

## Külső hivatkozások
- Képek az interneten a fajról
- Xeno-canto.org - a faj hangja és elterjedési területe